# Grzybówka pofałdowana
Grzybówka pofałdowana (Mycena mucor (Batsch) Quél.) – gatunek grzybów z rodziny grzybówkowatych (Mycenaceae).

## Systematyka i nazewnictwo
Pozycja w klasyfikacji według Index Fungorum: Mycena, Mycenaceae, Agaricales, Agaricomycetidae, Agaricomycetes, Agaricomycotina, Basidiomycota, Fungi.
Takson ten opisał w 1786 r. August Johann Georg Karl Batsch nadając mu nazwę Agaricus mucor. Obecną, uznaną przez Index Fungorum nazwę nadał mu Lucien Quélet w 1875 r.
Synonimy:
- Agaricus mucor Batsch 1786
- Merulius mucor (Batsch) Spreng. 1827
- Pseudomycena mucor (Batsch) Cejp 1930

Polską nazwę  nadała Maria Lisiewska w 1987 r.

## Morfologia
Kapelusz
Średnica 1–4 mm, kształt od stożkowatego do szeroko dzwonkowatego, paraboliczny lub wypukły, często nieco spłaszczony, w stanie dojrzałym czasem płytko zagłębiony, promieniście bruzdowany i półprzeźroczyście prążkowany. Powierzchnia oprószona lub naga, początkowo bladoszara lub szarobrązowa, ale szybko staje się bardziej biaława.
Blaszki
W liczbie 5–13 dochodzących do trzonu, brzuchate, białe.
Trzon
Wysokość 2–20 mm, nitkowaty, walcowaty, tej samej szerokości na całej wysokości, lub nieco grubszy przy podstawie, prosty lub zgięty. Powierzchnia w większej części naga, tylko przy podstawie  oprószona lub owłosiona, błyszcząca, wo barwie od białej do lekko szarej, czasem dość ciemnoszara przy podstawie, która wyrasta z małego, białawego, owłosionego dysku.
Miąższ
Bez zapachu.
Cechy mikroskopowe
Podstawki 13–20 × 6–10 µm, szeroko maczugowate, 4-zarodnikowe ze sprzążkami. Zarodniki  7–12 × 3–4,5 µm, wydłużone, prawie cylindryczne, amyloidalne. Cheilocystydy o kształcie od maczugowatego do gruszkowatego lub prawie kuliste, z dość nielicznymi, zwykle prostymi, sporadycznie rozgałęzionymi, zakrzywionymi lub zgiętymi wypukłościami o wymiarach 2–18 × 1–2 µm. Pleurocystyd brak. Trama blaszek dekstrynoidalna. Strzępki włosków kapelusza o szerokości 1,5–7 µm, z wybrzuszeniami lub gładkie, rozgałęzione i splecione, osadzone w galaretowatej substancji. Górna ich część składa się z grubszych, brodawkowatych strzępek o szerokości 1,5–3 μm, zakończonych maczugowatymi lub prawie kulistymi komórkami z brodawkami i kolcami o wymiarach 2–10 × 0,5–1 μm. Strzępki warstwy korowej trzonu gładkie, o szerokości 1,5–3 µm. Kaulocystydy o długości 9–65 (–105) µm, zazwyczaj z nabrzmiałą podstawą o szerokości 3,5–6,5 µm, stopniowo zwężającą się na zewnątrz, rozgałęzione, miej lub bardziej pogięte. Sprzążki występują w strzępkach wszystkich części grzyba.

## Występowanie i siedlisko
Grzybówka pofałdowana znana jest w Ameryce Środkowej, Europie i na Nowej Zelandii. Władysław Wojewoda w zestawieniu grzybów wielkoowocnikowych Polski w 2003 r. przytacza 7 stanowisk z uwagą, że rozprzestrzenienie tego gatunku i stopień zagrożenia nie są znane. Bardziej aktualne stanowiska podaje internetowy atlas grzybów. Grzybówka pofałdowana zaliczona w nim jest do listy grzybów rzadkich, wartych objęcia ochroną.
Grzyb saprotroficzny. Występuje na opadłych, rozkładających się liściach dębu. Często znajduje się pod warstwą z liści i jest niewidoczny. Rzadko spotykany jest na innych podłożach, jak owoce dębu, liście buka oraz opadłe liście i gałązki róży. Owocniki od jesieni do późnej jesieni.

## Gatunki podobne
Grzybówka pofałdowana jest łatwa do zidentyfikowania ze względu na swoje niewielkie rozmiary, kapelusz o barwie od białawej do bladoszarej, dysk przy podstawie trzonu i występowanie na liściach dębu. Dysk podstawy jest jednak tak mały, że czasami może być trudny do zobaczenia, a wówczas można ją pomylić z grzybówką dębową (Mycena polyadelpha), która występuje na takich samych siedliskach. Grzybówka pofałdowana ma jednak zwykle bardziej rozwinięte blaszki i jest bardziej błyszcząca. W przypadku wątpliwości rozstrzygające będzie badanie mikroskopowe.
Na rozkładających się galasach, na miseczkach żołędzi dębu lub na opadłych baziach olszy szarej, rzadko na opadłych szczątkach kasztana jadalnego i leszczyny pospolitej występuje Mycena rhenana. Odróżnia się zapachem, brakiem cheilocystyd i owłosionym kapeluszem z akantohyfidami oraz szeroko stożkowatymi kaulocystydami z ostrym, niekiedy igiełkowatym wierzchołkiem. Na opadłych liściach dębu może występować również grzybówka dyskowata (M. stylobates). Odróżnia się cheilocystydami z grubymi, rozdętymi naroślami. Poza tym brzeg podstawy jej dysku jest orzęsiony, podczas gdy u grzybówki pofałdowanej jest tylko aksamitny, nie orzęsiony.